# Pluie infernale
Pluie infernale (Anna's Storm) est un téléfilm américano-canadien réalisé par Kristoffer Tabori et diffusé le 2 juin 2007 sur Lifetime Movie Network.

## Synopsis
Anna Davenport, maire d'une petite ville du Colorado, a connu le traumatisme de la perte de son fils Ricky; elle doit maintenant se battre face à l'impact d'une pluie de météorites qui a frappé sa ville.

## Fiche technique
- Réalisation : Kristoffer Tabori
- Scénario : Steven B. Frank et Julie Ferber Frank
- Société de production : Front Street Pictures
- Durée : 88 minutes
- Budget : 3 millions de dollars
- Pays :  États-Unis,  Canada

## Distribution
- Sheree J. Wilson : Mayor Anna Davenport-Baxter
- Peter LaCroix : Jack Baxter
- Scott Hylands : Clint Corbin
- Aaron Pearl : Douglas Mak
- Désirée Loewen : Emily Baxter
- Graham Wardle : Seth Corbin
- Sarah-Jane Redmond : Dr Julie O'Ryan
- David Lewis : Marty Durant
- Kevin McNulty : Tad Wingate
- Eileen Barrett : Janet Crane
- Linda Darlow : Nurse Natalie Darwin
- Timothy Paul Perez : Jason Cortez
- Zak Ludwig : Ricky Baxter
- Willem Jacobson : Tyler Crane
- Kirsten Robek : Miriam Mak
- Paul Jarrett : Paul Montana
- Robert Clarke : Dalton Reed
- Chuck Campbell (en) : DJ Dan
- Daryl Shuttleworth (en) : Pastor Evan Ford
- Valerie Tian (de) : Franny
- William S. Taylor : Fire Chief Carl
- Karen Austin : Millie Wildflower
- Ken Camroux-Taylor : Trent Reed